# Kurashiki
Kurashiki (倉敷市?, Kurashiki-shi)  è una città del Giappone della prefettura di Okayama, nell'isola di Honshū. Conta circa 470 000 abitanti.

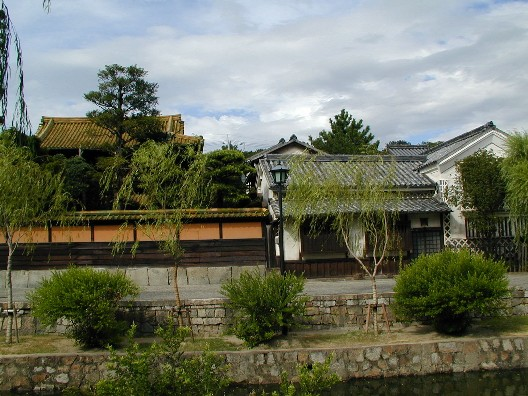
Kurashiki

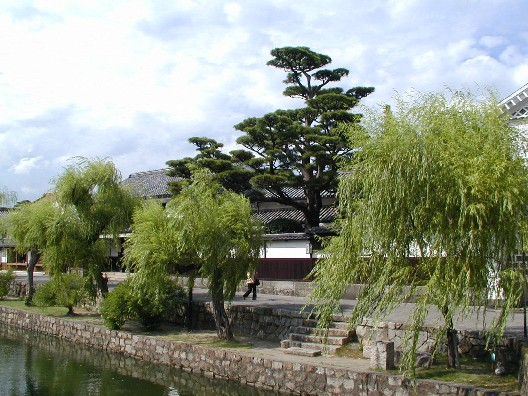
Kurashiki quartiere dei mercanti

La città è di notevole interesse storico poiché conserva pressoché intatti gli antichi quartieri dei mercanti, con case basse situate lungo il canale che costituiva la principale via di trasporto delle merci. Kurashiki era centro di raccolta delle imposte che venivano esatte in natura, principalmente in riso, e che venivano ammassate nei cosiddetti kura cioè enormi magazzini.
Altra attrattiva è costituita dal museo Ohara, fondato nel 1930 da Magosaburo Ohara, che è il più importante museo di arte occidentale del Giappone. Vi sono esposti capolavori di El Greco, Matisse, Monet, Gauguin e Renoir, nonché di molti impressionisti giapponesi che frequentavano a Parigi i maggiori maestri impressionisti francesi.
La cittadina ospita inoltre l'Igarashi Yumiko Museum, dedicato all'omonima celebre fumettista. Il museo avrebbe dovuto chiamarsi "I Love Candy Museum", ma dopo le dispute legali con Kyoko Mizuki, l'autrice del romanzo Candy Candy, i responsabili hanno deciso di cambiare nome in quello attualmente in uso.